# Institut indien de management de Lucknow
L'Institut indien de management de Lucknow (en hindi : सुप्रबन्धे राष्ट्र समृद्धि) ou IIM Lucknow, situé à Lucknow est un Institut indien de management situé à Lucknow dans l'État de l'Uttar Pradesh.

## Histoire
Fondé en 1984, l'IIM de Lucknow est le quatrième Institut indien de management établi en Inde après l'IIM de Calcutta, l'IIM d'Ahmedabad, et l'IIM de Bangalore.

## Galerie

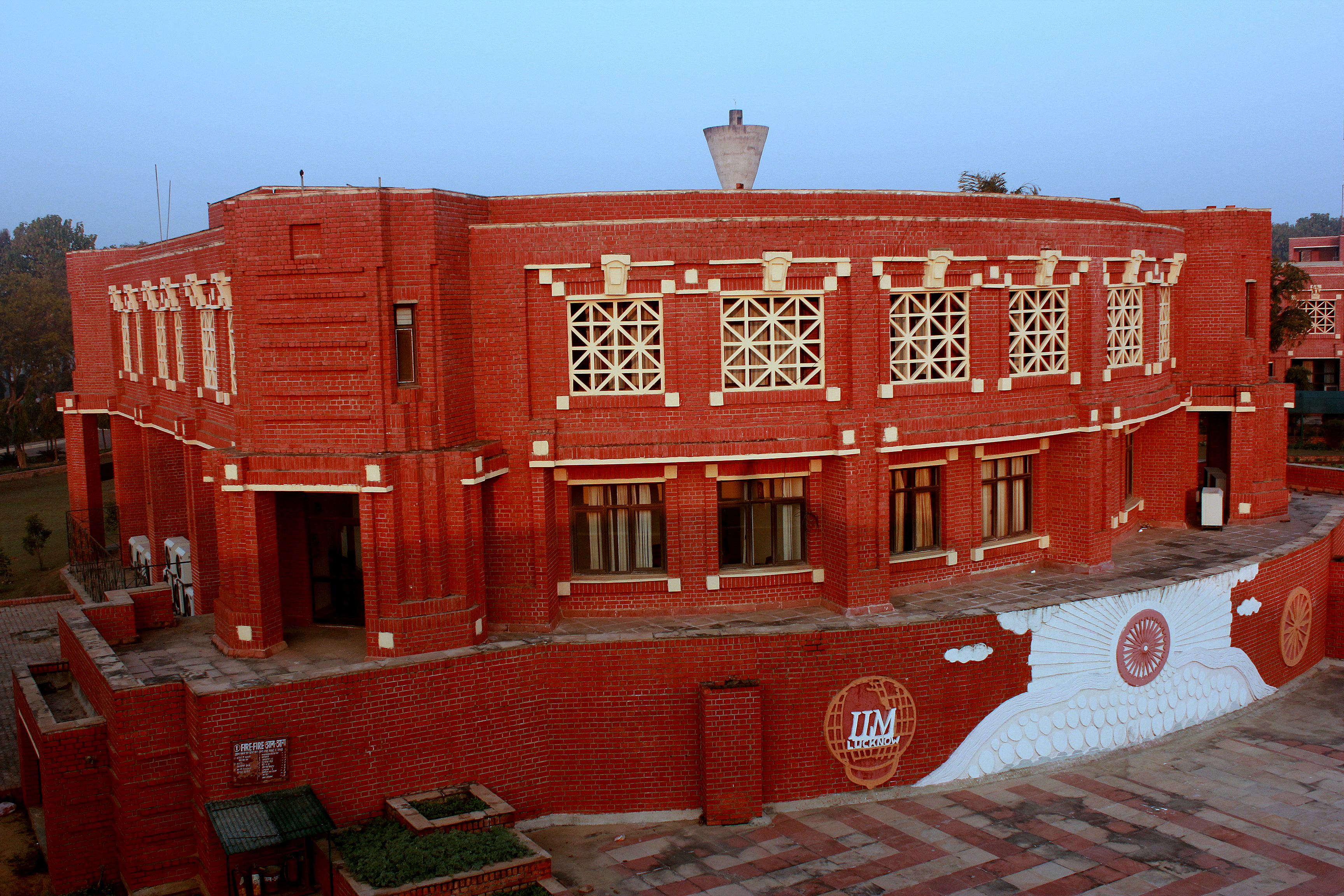
Le bâtiment administratif.
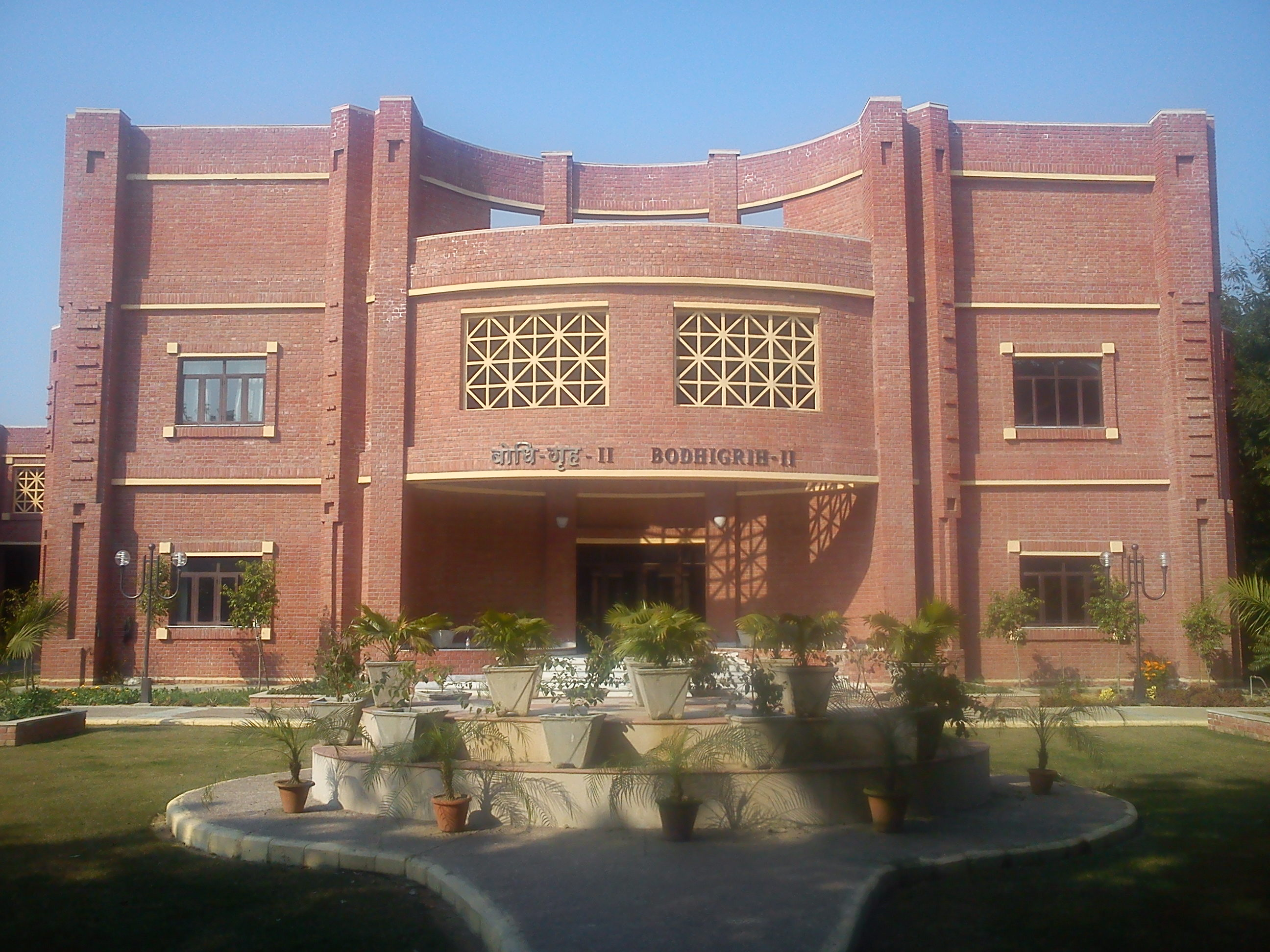
Bâtiment d'enseignement.
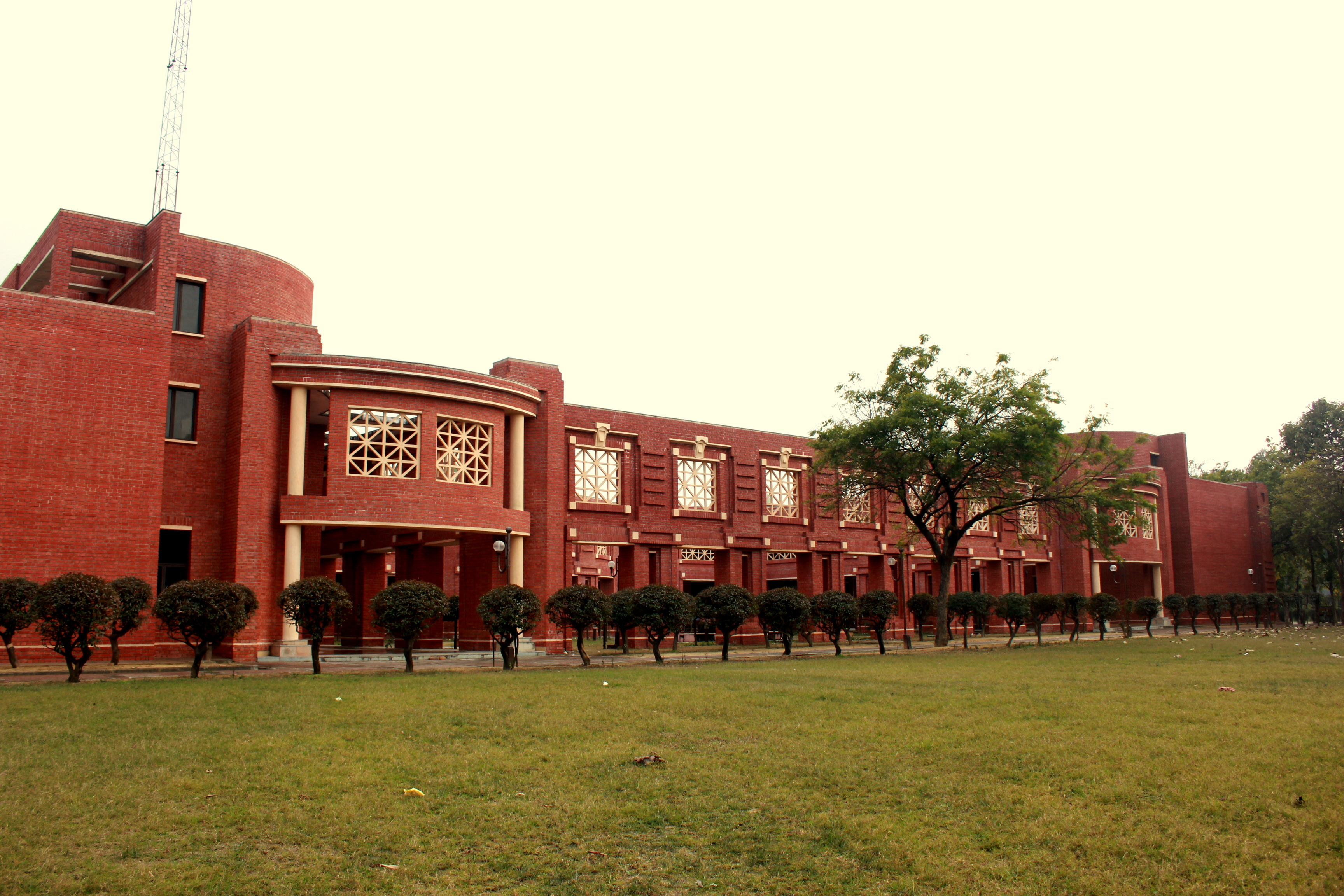
La résidence.
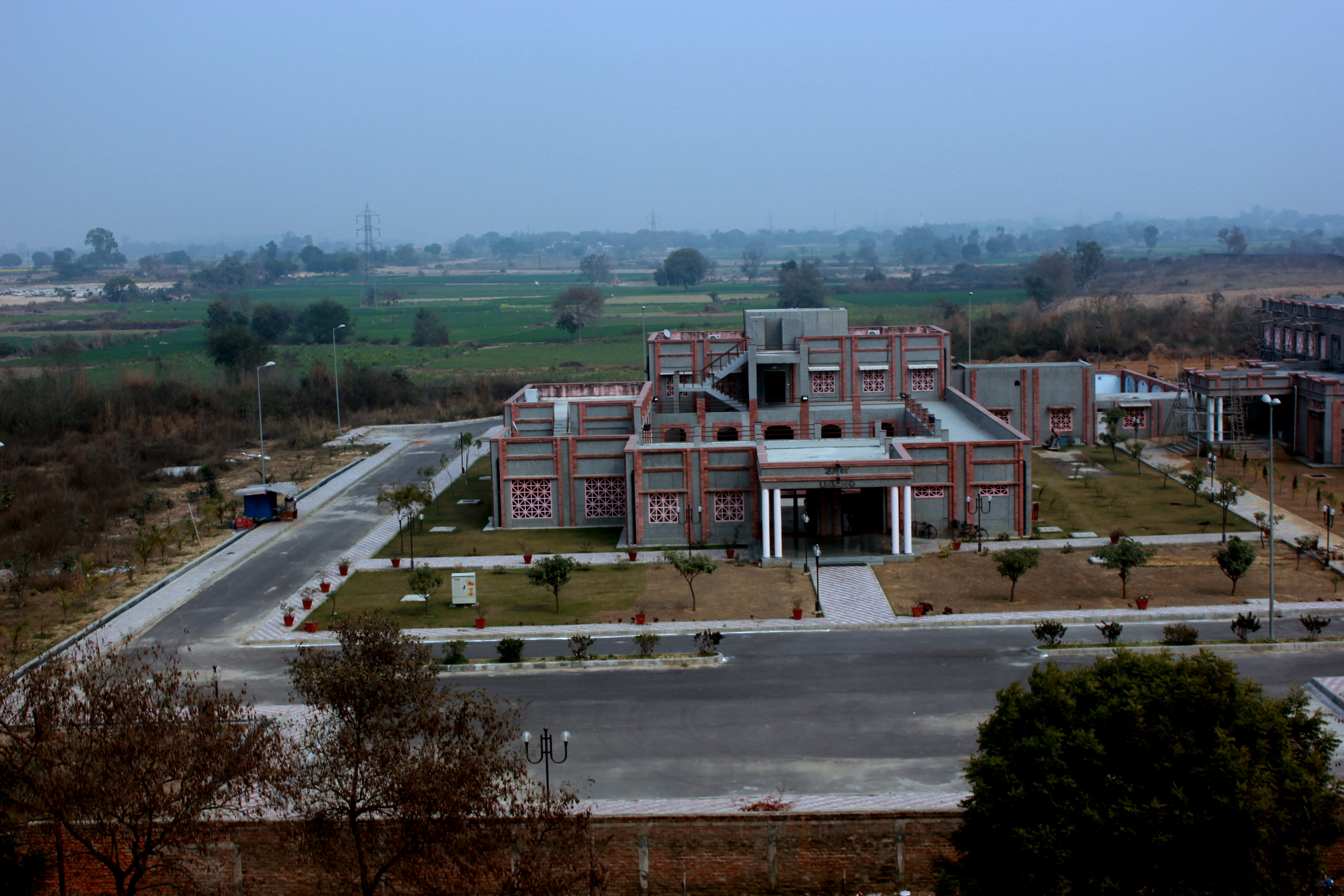
Site d'Umang.